# یواس‌اس گروپر (اس‌اس-۲۱۴)
یواس‌اس گروپر (اس‌اس-۲۱۴) (به انگلیسی: USS Grouper (SS-214)) یک زیردریایی بود که طول آن ۳۱۱ فوت ۹ اینچ (۹۵٫۰۲ متر) بود. این زیردریایی در سال ۱۹۴۱ ساخته شد.